# Aphelochaeta tigrina
Aphelochaeta tigrina är en ringmaskart som beskrevs av Blake in Blake, Hilbig och Scott 1996. Aphelochaeta tigrina ingår i släktet Aphelochaeta och familjen Cirratulidae. Inga underarter finns listade i Catalogue of Life.